# リゾートマンション
リゾートマンションは、別荘用途に地方郊外に建てられた区分所有（分譲）型のマンションを指す。リゾマンと略されることもある。

## 概要
間取りは短期滞在に適したワンルームマンションタイプや1LDKが多いが、定住用途を兼ねた物件ではファミリー向けマンションと同じく2LDK以上としたものもある。
リゾート会員権とは異なり、建物の所有権や敷地利用権を区分所有者へ引渡すことでデベロッパーの手から離れるため、スキー場などリゾート施設が閉鎖された場合でもマンションは独立して存続する。
分譲マンションであるため、区分所有者は専有部分の光熱費・固定資産税と、マンション管理費・修繕積立金を払い続ける必要がある。そのため年に数日程度しか滞在しない場合は、近隣のホテルなどで宿泊した場合と比べて年間の支出が大きく嵩むうえ、清掃や食事は居住者自身が手配しなくてはならない。
中古物件売買については通常の分譲マンションと同様、宅地建物取引業者（不動産仲介業者）と不動産流通機構を介して物件情報が流通される。そのためリゾート物件専門業者に限らず、市中の仲介業者経由で売買することも可能である。

## 歴史
高度経済成長を背景に、1960年前後に熱海、伊東、箱根といった保養地の高台に、眺望を重視し温泉が配湯された大浴場・プール・フロントサービスといったリゾートホテルの設備を備えたマンションとして建てられ始めたのが発端である。
1975年には新潟県湯沢町の苗場スキー場近くにレストランを備えた「マンション苗場」が建設され、湯沢町のリゾートマンションの草分けとなった。1970年代後半になると、大京やダイア建設などのマンションデベロッパーもリゾートマンションに参入し、日本各地の避暑地・景勝地や温泉街・ビーチ沿いに建設され始めた。
1980年代後半に入ると、バブル景気下のレジャーブームを背景にリゾートマンションの建設が急増した。特に古くからスキー場が集積する湯沢町周辺ではリゾートマンションの建設ラッシュが起き、最終的に湯沢町には約1万5000戸分のリゾートマンションが建設されたという。1987年には映画『私をスキーに連れてって』が大ヒット、1990年12月にはガーラ湯沢スキー場とガーラ湯沢駅が開業し、スキーブームとともに全国のスキー場周辺にはリゾートマンションが乱立するようになった。
アルファリゾート・トマム、安比高原スキー場、妙高パインバレーなど、スキー場にリゾートマンション・リゾートホテル・ゴルフ場とセットで一大開発されるリゾート地も出現した。トマムなどごく一部ではリゾートホテルの客室をリゾートマンションとして販売し、所有者が居住しない期間はリゾートホテルの客室として貸し出すことで賃料収入が得られる仕組みを導入した物件も存在する。
バブル崩壊後は、デベロッパーの事業縮小や倒産によりリゾートマンションの開発はほとんどなくなった。開発業者の倒産で建設中断されたり、ブーム終焉後に利用者が激減し管理放棄されたリゾートマンションが、放置されて廃墟化するケースも続発した。
バブル崩壊後に物件の価格は大きく下落したが、これを逆手にとり、団塊の世代の定年退職とマンションブームが重なった2000年代後半には、地方移住（Iターン）を前提とした物件がタカラレーベンなどにより分譲されたこともある。
また「リゾートマンション銀座」の代名詞となった湯沢町では、町長の田村正幸は2019年に「新潟県外からの移住者のみならず、除雪の必要がないことから町民が移住するケースも増加し、湯沢町の人口8,200人中、約1,300人がリゾートマンションに定住している」と、フジテレビのインタビューで述べた。

## 立地
一例として、関東地方の郊外では以下の場所に立地している。
- 避暑地 - 軽井沢、那須、富士五湖、蓼科高原、八ヶ岳
- 温泉街 - 箱根町、鬼怒川温泉、草津
- 海沿い - 三浦半島、湘南、外房、伊豆半島（主に湯河原から下田にかけての東伊豆）
- スキー場周辺 - 湯沢町（越後湯沢）

## 問題点
リゾート開発全般同様の乱開発、前述した廃墟化などのほか、マンションとしての居住面においても設備・管理上の様々な問題が生じた。
設備面
- 温泉権利付き物件では、浴槽の使用時間および湯の使用量などに指定があり、その時間や使用量の条件でしか風呂に入れない。
- 多くは供給量の問題で普通水道ではなく簡易水道が多く、マンション住民が多くやってくる時期には水圧が下がることもある。
- 下水道の無い場所では大型合併浄化槽を使用しており、メンテナンスがずさんな場合は下水排水により環境問題（水質汚濁）が発生することもある。
- ゴミ収集所を設けていない物件では、行政によるゴミ収集に問題が生じる。
- 竣工時点で地上アナログテレビ放送の電波が届かなかったため、ケーブルテレビがあらかじめ引き込まれている物件がある。この場合、共聴施設使用料の支払いが管理費とは別に必要な場合がある。
- 地方の市街地から離れた場所の物件では、NTT東日本・NTT西日本のフレッツ以外のブロードバンドインターネット接続に対応していない場合がある。また携帯電話やPHSなどの電波条件の良くない地域も多かったが、整備されつつある。

管理面
- 区分所有者が定住していない場合は、管理組合の運営が管理会社や理事長任せとなる。管理費や修繕積立金といった維持費値上げなど管理会社側の利害にかなう重要議案が白紙委任状により可決してしまう場合が多い。
  - 派生して、2014年に新潟県南魚沼市のリゾートマンションの管理組合理事長を務める公認会計士が、11年間にわたり延べ15億円を管理組合の預金口座から着服していたことが明らかとなり、2016年に公訴時効経過前の2500万円の着服容疑で2016年2月に逮捕された事例がある。
- 区分所有者と面識のない不特定者への民泊提供は、旅館業や管理規約などのモラルに接触し、住民間のトラブルに繋がる恐れがある。
- 固定資産税を未納するオーナーがいると、地元自治体での回収が問題となる。